# 提姆·布雷斯南
提姆·布雷斯南（英語：Tim Bresnan；1985年2月28日—）是一位英格蘭板球運動員。他現在效力於約克郡板球俱樂部。他也代表英格蘭板球代表隊參賽。